# Émile Denecker
Émile Denecker (né le 28 mars 1992 à Cambrai) est un athlète français spécialiste du saut à la perche.

## Carrière
Émile Denecker est membre de l'école de perche de L'ACC,, école de saut à la perche de Cambrai.
Vainqueur des Championnats de France juniors en 2010, il conserve son titre à Dreux en 2011 en franchissant une barre à 5,63 m. Améliorant de vingt centimètres sa meilleure marque personnelle, il ajoute un centimètre au record de France junior de la discipline détenu depuis 1991 par Gérald Baudouin. Il remporte fin juillet le titre lors des Championnats d'Europe juniors à Tallinn, grâce à un saut à 5,50 m, devançant au nombre d'essais son compatriote Kévin Ménaldo.
Lors des championnats de France en salle 2012, il termine 2e du concours à la perche (5,45 m) derrière Renaud Lavillenie (5,72 m).

### Palmarès
| Date | Compétition                   | Lieu    | Résultat | Marque |
| ---- | ----------------------------- | ------- | -------- | ------ |
| 2011 | Championnats d'Europe juniors | Tallinn | 1er      | 5,50 m |

### Records
| Épreuve   | Performance | Lieu  | Date            |
| --------- | ----------- | ----- | --------------- |
| Extérieur | 5,63 m      | Dreux | 17 juillet 2011 |
| Salle     | 5,62 m      | Rouen | 26 janvier 2013 |